# Francisco de Melo Manuel Leite de Arruda
Francisco de Melo Manuel Leite de Arruda (Ponta Delgada, 21 de Novembro de 1868 — Furnas, 7 de Agosto de 1924] foi um engenheiro civil e político, dirigente do Partido Regenerador, que exerceu as funções de governador civil do Distrito Autónomo de Ponta Delgada.

## Biografia
Bacharel em Matemática pela Universidade de Coimbra, onde concluiu o curso em 1891, estabeleceu-se em Ponta Delgada como engenheiro civil.
Na política foi dirigente do Partido Regenerador de Ponta Delgada, tendo exercido o cargo de governador civil do Distrito Autónomo de Ponta Delgada por três vezes - de 23 de março a 17 de maio de 1906, de 29 de junho a 5 de outubro de 1910, sendo o último do regime monárquico, e pela terceira vez, já na República, em 1913.